# Охранный батальон Верховного штаба НОАЮ
Охранный батальон Верховного штаба НОАЮ (сербохорв. Пратећи батаљон Врховног штаба НОВЈ / Prateći bataljon Vrhovnog štaba NOVJ) — воинское формирование, обеспечивающее охрану членов Верховного штаба Народно-освободительной армии Югославии (НОАЮ), существовавшее с ноября 1942 по октябрь 1944 года. Батальон особенно отличился во время битвы на Сутьеске и отражения немецкого десанта на Дрвар. После эвакуации Верховного штаба на остров Вис батальон находился в составе 1-го Пролетарского, затем 2-го корпусов. В октябре переведён в освобождённый Белград, где на его основе 1 ноября 1944 года была сформирована Гвардейская бригада. В июне 1958 года по случаю 15-летней годовщины битвы на Сутьеске награждён Орденом Народного героя Югославии.

## История

### Наименования
За годы войны охранные подразделения Верховного штаба (до сентября 1941 года Главный штаб) неоднократно преобразовывались и имели следующие наименования:
- Охрана Главного штаба Народно-освободительных партизанских отрядов Югославии (НОПОЮ), сентябрь 1941;
- Охрана Верховного штаба НОПОЮ, сентябрь—декабрь 1941;
- Охранный взвод Верховного штаба НОПОЮ, декабрь 1941 — март 1942;
- Охранная рота Верховного штаба Народно-освободительной партизанской и добровольческой армии Югославии, март — ноябрь 1942;
- Охранный батальон Верховного штаба НОАЮ, ноябрь 1942 — октябрь 1944.

### Боевой путь
В сентябре 1941 года на совещании в селе Столице-код-Крупня (ныне часть села Брштица в общине Крупань) было принято решение об образовании подразделения из 10—12 человек, которое будет обеспечивать охрану членов Главного штаба НОПОЮ. Это изначально была группа из 10—12 человек, в основном из Валевского партизанского отряда. 26 сентября 1941 после официального окончания совещания подразделение получило название «Охрана главного штаба Народно-освободительных партизанских отрядов Югославии» и увеличилось до 15—20 человек. После освобождения Ужицы и переноса туда Верховного штаба, численность охраны выросла до взвода, а в круг её обязанностей вошла охрана радиостанции ЦК КПЮ в Ужицкой-Пожеге. После взрыва на заводе оружия в Ужице погибло около половины личного состава взвода охраны.
В середине декабря 1941 года в городе Нова-Варош был сформирован охранный взвод Верховного штаба (ВШ). В середине марта 1942 года в городе Фоча взвод был преобразован в охранную роту Верховного штаба, укомплектованную преимущественно выходцами из Сербии. В дни операции «Трио» и похода партизан в Боснийскую Краину с августа по сентябрь в роту зачислялись также боснийцы, хорваты и черногорцы. К концу ноября 1942 года рота преобразована в батальон.
В составе батальона с ноября 1942 года были две пехотные и сапёрная роты, общей численностью 180 человек. Батальон сыграл большую роль в дни Четвёртого и Пятого антипартизанских наступлений. Пехотные роты обеспечивали охрану ВШ, Исполнительного комитета Антифашистского вече народного освобождения Югославии и других учреждений. Сапёрная рота занималась разрушением и ремонтом мостов, а также обеспечением переправ через реки: Рама, Неретва, Пива, Тара и Сутьеска. Батальон участвовал в боях на Пресьяце и под Магличем (3 июня), на Милинкладе (9 июня) и Зеленгоре (с 10 по 12 июня).
Во второй половине июня 1943 года сапёрная рота расширилась до размеров батальона, а по причине потерь осталось всего две пехотные роты. В августе 1943 года был сформирован кавалерийский эскадрон и специальный отряд по обеспечению безопасности американской и британской военных миссий при НОАЮ. Весной 1944 года появилась зенитная пулемётная рота, а взвод по обеспечении безопасности миссий расширился до роты. Батальон активно участвовал в отражении немецкой спецоперации «Рёссельшпрунг», известной как Дрварский десант: вместе с курсантами Офицерской школы и солдатами 1-го сапёрного батальона они отбивали атаки эсэсовцев в Дрваре, а позднее защищали и эвакуировали центральные органы народно-освободительного движения и союзные миссии.
После эвакуации из Дрвара кавалерийский эскадрон был переброшен на остров Вис, а другая часть батальона в составе пехотных рот переведена в 1-й Пролетарский корпус, а затем во 2-й ударный корпус. Батальон оставался здесь до октября 1944 года, продолжая бои против четников и немцев. В октябре 1944 года прибыл в освобождённый Белград и 1 ноября стал основой для новосформированной Гвардейской бригады.

### Служившие в батальоне Народные герои Югославии
- Джюро Вуйович (1901—1943)
- Милорад Станойлович (1919—1942)